# Fortezza di Berdkunk
La fortezza di Berdkunk  (in armeno Բերդկունք), anche Berdkunq, è una fortezza ubicata in Azerbaigian, nella ex regione di Shahumian della repubblica del Nagorno Karabakh (1992-2024).
Non va confusa con l'omonima fortezza e località che si trova in Armenia lungo le sponde occidentali del lago Sevan.
Berdkunk è posizionata nell'angolo nord occidentale della regione, quasi nel punto di contatto fra i confini di Armenia ed Azerbaigian, in una zona montuosa caratterizzata da rilievi che superano spesso i tremila metri di altitudine, come il monte Konk (3043 m) a cui si deve presumibilmente il nome del forte.
Collocata strategicamente sullo spartiacque orografico svolgeva compiti di controllo anche verso le sponde meridionali del lago Sevan (Vardenis).